# Lemon Hanazawa
Lemon Hanazawa (en japonés: 華沢レモン; romanizado: Hanazawa Lemon) (Prefectura de Hyōgo, 17 de julio de 1984) es una actriz de películas pinky violence y AV Idol japonesa. Ha aparecido en películas rosas premiadas como Lunch Box (2004) y Molester's Train: Sensitive Fingers (2007). Fue nombrada Mejor actriz revelación por su trabajo en este género en 2004, y Mejor actriz en segundo lugar en 2005 en el Pink Grand Prix. Los premios Pinky Ribbon de la región de Kansai la eligieron como Mejor actriz de reparto en 2005 y Mejor actuación de una actriz en 2007.

## Vida y carrera
Hanazawa comenzó a trabajar en videos para adultos en diciembre de 2003 cuando participó en el video Chikan deruta haji tai para el estudio Starboard. En mayo de 2004, apareció con Sakura Sakurada en Neruton para el estudio Moodyz y también ha actuado en varios otros videos para adultos para otras productoras.
Hanazawa debutó en el cine de pinky violence en la película Lunch Box (marzo de 2004), dirigida por Shinji Imaoka, que fue seleccionada como la mejor película en el Pink Grand Prix de 2004. En la película, Hanazawa interpretaba el papel de uno de los compañeros de trabajo y rivales sexuales de la estrella Yumika Hayashi. Su actuación en esta película le valió el premio a la Mejor actriz revelación en el Pink Grand Prix de 2004, superando a la popular AV Idol Sora Aoi, quien también había hecho su debut cinematográfico ese año. Durante 2004, Hanazawa actuó en 20 de estos estrenos cinematográficos de pinky violence. Su actuación en Teacher with Beautiful Skin: Big Tit Vibe-Torture (2005) de Akira Katō le valió el premio a la Mejor actriz, en el segundo lugar, en la ceremonia del Pink Grand Prix de 2005.
En su libro Behind the Pink Curtain: The Complete History of Japanese Sex Cinema, la autora Jasper Sharp usa una de las escenas de Hanazawa en Family Gets Rude Chapter 1: Perverts' Fun (2004), de Yutaka Ikejima, para ilustrar los medios creativos que emplean los directores del pinky violence para sugerir más de lo legalmente posible en la pornografía japonesa softcore. Hanazawa se masturbaba en una escena que Sharp caracterizó como "bastante lasciva"; sin embargo, solo se la veía con un enfoque suave en el fondo.
Además de Imaoka e Ikejima, otros importantes directores del pinky violence en cuyas películas apareció Hanazawa eran Toshiki Satō (Tokyo Booty Nights), Tetsuya Takehora (Peep Show), Yumi Yoshiyuki, Sachi Hamano y Yoshikazu Katō, con cuya película Katō's Molester's Train: Sensitive Fingers se ganó el premio a Mejor película en el Pink Grand Prix de 2007. La película también recibió el Premio de Oro en los Premios Pinky Ribbon.
Hanazawa también apareció con Kyōko Kazama, Akiho Yoshizawa y Mihiro Taniguchi en el drama histórico ambientado en el período Edo The Inner Palace: Indecent War, en julio de 2006. Una secuela, The Inner Palace: Flower of War salió en agosto del mismo año. Los dos videos fueron lanzados por el estudio Max-A en versiones hardcore bajo su etiqueta DoraMax y también versiones más cortas calificadas como softcore la etiqueta Pure Max.
En febrero de 2008, Hanazawa tuvo un papel secundario en la película de terror convencional Rika: The Zombie Killer protagonizada por Risa Kudō. La película, que llegó a ser descrita como una "película escandalosamente tonta", fue lanzada en DVD con subtítulos en inglés en septiembre de 2009. Ese mismo año participó en el documental Annyeong Yumika, sobre la vida y obra de la también actriz Yumika Hayashi, fallecida en 2005. La cinta fue dirigida por el director japonés-coreano Tetsuaki Matsue.